# Diana Hyland
Diana Hyland, nome artístico de Diana Gentner (Cleveland, 25 de janeiro de 1936 — Los Angeles, 27 de março de 1977) foi uma atriz norte-americana.
Foi namorada do ator John Travolta, e era 18 anos mais velha que ele, com quem trabalhou no filme O Rapaz na Bolha de Plástico em 1976, no qual ela fazia o papel de sua mãe. Ela morreu de câncer de mama.

## Filmografia

### No cinema
- Hercules and the Princess of Troy (1965)
- The Chase (1966)
- Scalplock (1966)
- Smoky (1966)
- Jigsaw (1968)
- Ritual of Evil (1970)
- The Boy in the Plastic Bubble (1976)

### Na televisão
- Robert Montgomery Presents (1955)
- Star Tonight (1956)
- Goodyear Television Playhouse (1956)
- Young Dr. Malone (1958)
- Armstrong Circle Theatre (1960)
- Play of the Week (1960-1961)
- The Defenders (1962)
- The United States Steel Hour (1962)
- Alcoa Premiere (1962)
- Sam Benedict (1962)
- Ben Casey (1963)
- Stoney Burke (1963)
- The DuPont Show of the Wee (1963)
- Naked City (1963)
- Wagon Train (1963)
- The Alfred Hitchcock Hour (1963-1964)
- The Twilight Zone (1964)
- One Man's Way (1964)
- The Eleventh Hour (1964)
- Kraft Suspense Theatre (1964)
- The Fugitive (1964-1967)
- Dr. Kildare (1963-1965)
- Burke's Law (1965)
- Run for Your Life (1965-1966)
- The Rogues (1965)
- The Nurses (1965)
- Convoy (1965)
- The Wackiest Ship in the Army (1965)
- Bob Hope Presents the Chrysler Theatre (1966)
- A Man Called Shenandoah (1966)
- Iron Horse (1966)
- I Spy (1966)
- The Green Hornet (1966)
- 12 O'Clock High (1966)
- The Man from U.N.C.L.E. (1966)
- The Felony Squad (1966)
- The F.B.I. (1966-1972)
- Tarzan (1967)
- The Invaders (1967)
- Judd for the Defense (1968)
- Peyton Place (1968-1969)
- The Name of the Game (1969)
- Bracken's World (1970)
- Ironside (1970)
- Medical Center (1971-1974)
- Marcus Welby, M.D. (1971-1975)
- The Internos (1971)
- Smith & Jones (1971)
- Dan August (1971)
- Banyon (1972)
- Search (1973)
- Gunsmoke (1973)
- Owen Marshall, Counselor at Law (1973)
- Hawkins (1973)
- Harry O  (1975)
- Mannix (1975)
- S.W.A.T. (1975)
- Cannon (1975)
- Kojak (1976)
- Barnaby Jones (1976)
- Happy Days (1977)
- Eight Is Enough (1977)